# サンフランシスコ動物園

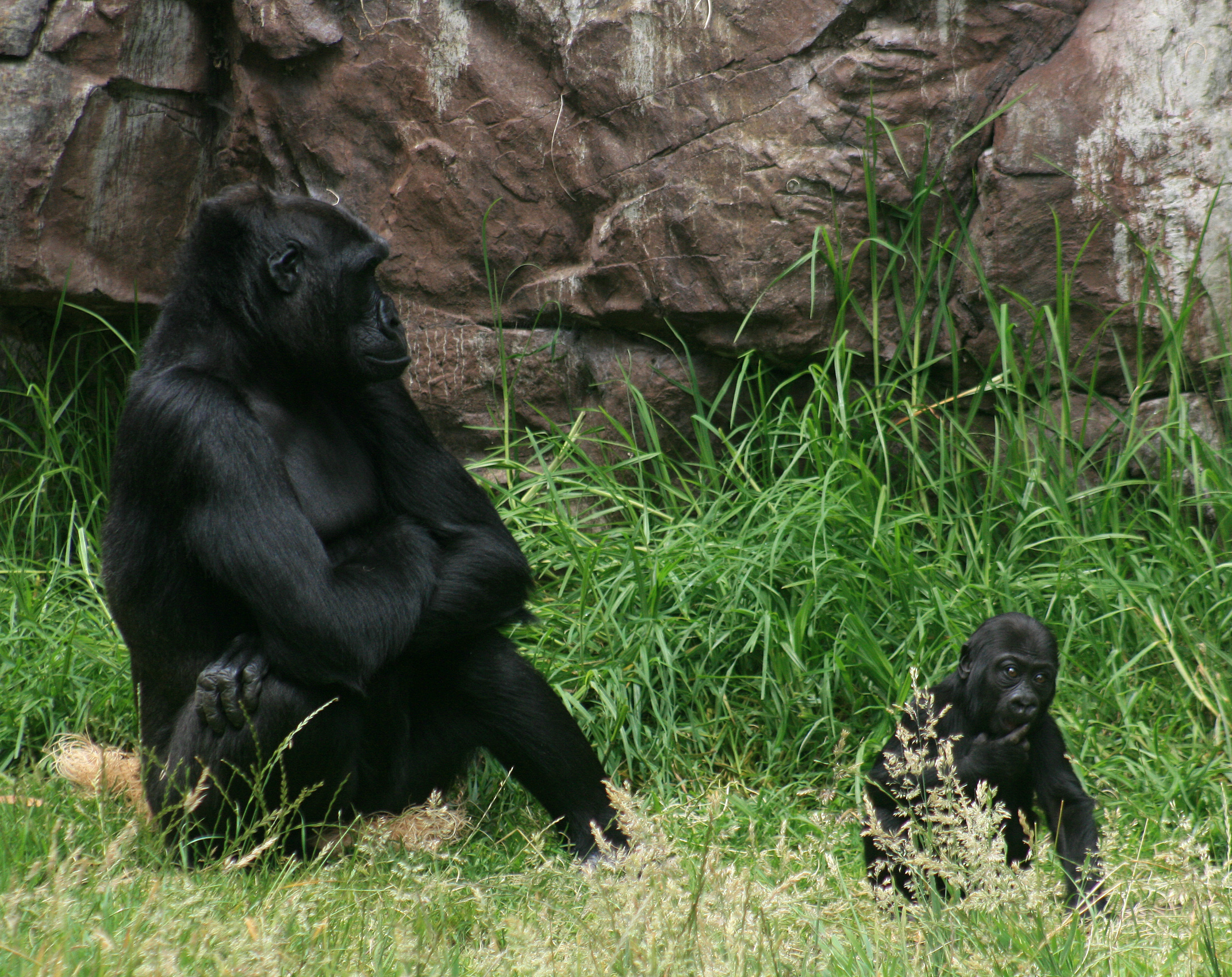
雌ゴリラと８カ月の赤ん坊

サンフランシスコ動物園(サンフランシスコどうぶつえん、San Francisco Zoo)はアメリカ合衆国カリフォルニア州のサンフランシスコにある動物園である。開園は1929年。現在は250種類、930頭が生息している。